# 김진웅 (아나운서)
김진웅(1988년 7월 8일 ~ )은 대한민국의 현 KBS 아나운서이다.

## 학력
- 영동고등학교 졸업
- 서울대학교 성악과 학사

## 경력
- 2015년 12월 ~ 2017년 3월 : 부산MBC 공채 아나운서
- 2017년 3월 ~ 2019년 5월 : SPOTV 공채 캐스터
- 2019년 5월 ~ 2021년 12월: KBS 46기 공채 아나운서 (KBS 창원방송총국 지역 근무 2019년 7월 1일 ~ 현재)
- 2021년 12월 ~ : KBS 서울 영등포 여의도 본국 근무
- KBS 같이[가치]노동조합 홍보국장

## 진행
```
* 
부산MBC
 FM4U FM 정오의 희망곡
* 
부산MBC
 TV 생방송 와이드쇼 "행복한 金요일"
* 
SPOTV
 SPORTS TIME 뉴스
* 
SPOTV
 해외축구 중계
* 
SPOTV
 국내축구 
K리그
 중계
* 
SPOTV
 프로야구 중계
* 
KBS창원
 제1라디오 오전 9시 뉴스
* 
KBS창원
 제1라디오 정오 종합뉴스
* 
KBS창원
 제1라디오 오후 5시 뉴스
* 
KBS창원
 1TV 
KBS 뉴스 7
 경남 (
2019년
 
9월 30일
 ~ 
2021년
 
6월 3일
)
* 
KBS창원
 1TV 
KBS 뉴스 9
 경남 (
2019년
 
9월 30일
 ~ 
2020년
 
1월 31일
)
* 
KBS 1TV
 
6시 내고향
 (
2021년
 
5월 21일
)
* 
KBS 1TV
 
주말 KBS 뉴스
 일요일 아침 (
2022년
 
1월 30일
 ~ 
2022년
 
11월 20일
)
* 
KBS 2TV
 모던허재 - 99일의 기적 (
2022년
 
1월 31일
)
* 
KBS 1FM
 
출발 FM과 함께
 (
2022년
 
2월 3일
 ~ 
2월 27일
)
* 
KBS 1TV
 
우리말 겨루기
 (
2022년
 
2월 28일
)
* 
KBS 1TV
 
KBS 뉴스특보
 동해 시가지 덮친 산불 (
2022년
 
3월 6일
)
* 
KBS 1TV
 격차의 시대, 다음이 온다 (
2022년
 
3월 17일
, 
2022년
 
3월 24일
)
* 
KBS 2TV
 
굿모닝 대한민국 라이브
 (
2022년
 
3월 29일
)
* 
KBS 2TV
 
스포츠 하이라이트
 (
2022년
 
4월 6일
 ~ 
2022년
 
4월 7일
)
* 
KBS 2TV
 
해 볼만한 아침 M&W
 (
2022년
 
5월 11일
 ~ 
2024년
 
2월 2일
)
* 
KBS 1TV
 
KBS 뉴스 5
 (
2022년
 
6월 20일
 ~ 
2022년
 
7월 1일
, 
2024년
 
2월 5일
 ~ 
2024년
 
2월 8일
, 
2025년
 
8월 18일
)
* 
KBS 1TV
 
TV비평 시청자데스크
 시청자의 눈 임시 진행 (
2022년
 
9월 4일
)
* 
KBS 1TV
 
TV비평 시청자데스크
 - 시청자 월례회의 (
2022년
 
9월 18일
 ~ 
현재
)
* 
KBS 1TV
 KBS 스포츠 - 제103회 
전국체육대회
 태권도 중계방송 (
2022년
 
10월 11일
 ~ 
2022년
 
10월 12일
)
* 
KBS 2TV
 
KBS 지구촌 뉴스
 임시진행 (
2022년
 
10월 28일
 ~ 
2022년
 
11월 4일
)
* 
KBS 2TV
 KBS 스포츠 - 2022 FIFA 카타르 월드컵 로드 투 카타르 (
2022년
 
11월 7일
 ~ 
2022년
 
11월 17일
)
* 
KBS 2TV
 2022 FIFA 월드컵 카타르 프리뷰쇼 (
2022년
 
11월 21일
 ~ 
2022년
 
12월 11일
)
* 
KBS 해피FM
 
이상호의 드림팝
 (
2023년
 
1월 16일
 ~ 
2023년
 
1월 30일
)
* 
KBS 1TV
 KBS 스포츠 - 
신한은행 SOL 2022-23 여자프로농구
 
우리은행
 VS 
KB스타즈
 (
2023년
 
2월 5일
)
* 
KBS 2TV
 
2TV 생생정보
 (
2023년
 
2월 6일
 ~ 
2023년
 
2월 7일
, 
2023년
 
3월 13일
 ~ 
2023년
 
3월 14일
, 
2023년
 
4월 13일
 ~ 
2023년
 
4월 18일, 2023년 11월 15일 ~ 2023년 11월 16일
)
* 
KBS 2TV
 
연중 플러스
 - 나레이션 및 SNS 뉴스 (
2022년
 
12월 29일
 ~ 
2023년
 
3월 16일
)
* 
KBS 2TV
 
영화가 좋다
 (
2023년
 
5월 27일
 ~ 
현재
)
* 
KBS 2TV
 2022 항저우 아시안게임 탁구, 여자 농구, 클라이밍 중계방송 (
2023년
 
9월 24일
 ~ 
2023년
 
10월 7일
)
* 
KBS 1TV
 KBS 스포츠 - 제104회 
전국체육대회
 개막식 중계방송 (
2023년
 
10월 13일
)
* 
KBS 2TV
 2023 
KBO 골든글러브
 시상식 MC (
2023년
 
12월 11일
)
* 
KBS 1TV
 
걸어서 세계속으로
 (
2024년
 
1월 20일
 ~ 
현재
)
* 
KBS 1TV
 , 
KBS 2TV
 2024 강원 동계청소년올림픽 스피드 스케이팅 중계 (
2024년
 
1월 22일
 ~ 
2024년
 
1월 26일
)
* 
KBS 2TV
 KBS 스포츠 - 2024 부산 세계 탁구 선수권 대회 중계 (
2024년
 
2월 16일
 ~ 
2024년
 
2월 19일
)
* 
KBS 2TV
 
사장님 귀는 당나귀 귀
(
2024년
 
7월 14일
~ 
현재
)
* 
KBS 1TV
 , 
KBS 2TV
 
2024 파리 올림픽
 - 여기는 파리 (
2024년
 
7월 27일
 ~ 
2024년
 
8월 11일
)
* 
KBS 2TV
 
아이 러브 스포츠
 (
2024년
 
9월 2일
 ~ 
현재
)
* 
KBS 1FM
 
노래의 날개 위에
 (
2024년
 
9월 20일
 ~ 
2024년
 
9월 29일
)
* 
KBS 2TV
 토요일 
KBO 리그
 중계 (2024 시즌 ~ 
현재
)
* 
KBS 2TV
 
굿모닝 대한민국
 진행 (
2024년
 
12월 7일
 ~ 
현재
)
* 
KBS 2TV
 
KBS 3시 뉴스타임
 임시 남성 앵커 (
2025년
 
4월 28일
 ~ 
2025년
 
4월 29일
)
```